# Erdgas Mehrkampf-Meeting Ratingen 2013
Ruhrgas DLV Mehrkampf 2013 – mityng lekkoatletyczny w konkurencjach wielobojowych rozegrany 15 i 16 czerwca w niemieckim Ratingen. Zawody były kolejną odsłoną cyklu IAAF World Combined Events Challenge w sezonie 2013.

## Rezultaty
| Konkurencja:           | 1. miejsce         | Rezultat        | 2. miejsce    | Rezultat     | 3. miejsce       | Rezultat     |
| Dziesięciobój mężczyzn | Pascal Behrenbruch | 8514 pkt. WL    | Rico Freimuth | 8488 pkt. PB | Jan Felix Knobel | 8396 pkt. PB |
| Siedmiobój kobiet      | Julia Mächtig      | 6430 pkt. WL PB | Claudia Rath  | 6317 pkt. PB | Kira Biesenbach  | 6185 pkt. PB |